# Liste der Biografien/Strak
Liste der Biografien |
Portal Biografien |
Personensuche
# |
A |
B |
C |
D |
E |
F |
G |
H |
I |
J |
K |
L |
M |
N |
O |
P |
Q |
R |
S |
T |
U |
V |
W |
X |
Y |
Z |
?
 
Sa |
Sb |
Sc |
Sd |
Se |
Sf |
Sg |
Sh |
Si |
Sj |
Sk |
Sl |
Sm |
Sn |
So |
Sp |
Sq |
Sr |
Ss |
St |
Su |
Sv |
Sw |
Sy |
Sz
 
Sta |
Ste |
Sth |
Sti |
Stj |
Stl |
Sto |
Str |
Sts |
Stt |
Stu |
Stv |
Stw |
Sty
 
Stra |
Strb |
Stre |
Strg |
Stri |
Strl |
Strm |
Strn |
Stro |
Strp |
Stru |
Stry |
Strz
 
Straa |
Strab |
Strac |
Strad |
Strae |
Straf |
Strag |
Strah |
Strai |
Straj |
Strak |
Stral |
Stram |
Stran |
Strap |
Stras |
Strat |
Strau |
Strav |
Straw |
Strax |
Stray |
Straz
Die Liste der Biografien führt alle Personen auf, die in der deutschsprachigen Wikipedia einen Artikel haben. Dieses ist eine Teilliste mit 28 Einträgen von Personen, deren Namen mit den Buchstaben „Strak“ beginnt.

## Strak
- Strąk, Paweł (* 1983), polnischer Fußballspieler

### Straka
- Straka, Barbara (* 1954), deutsche Kunsthistorikerin, Kuratorin und Kunstvermittlerin
- Straka, Elisabeth (* 1999), österreichische Bogenschützin
- Straka, František (* 1958), tschechischer Fußballspieler und Fußballtrainer
- Straka, Georges (1910–1993), tschechisch-französischer Romanist
- Straka, Gerald A. (* 1944), deutscher Erziehungswissenschaftler und Hochschullehrer
- Straka, Jiří (* 1967), tschechischer Künstler
- Straka, Josef (1904–1976), tschechoslowakischer Ruderer
- Straka, Josef (* 1948), tschechoslowakischer Ruderer
- Straka, Josef (* 1978), tschechischer Eishockeyspieler
- Straka, Kerstin (* 1980), deutsch-österreichische Fußballspielerin
- Straka, Manfred (1911–1990), österreichischer Historiker
- Straka, Martin (* 1972), tschechischer Eishockeyspieler
- Straka, Přemysl (1926–2003), tschechischer Maler und Typograf
- Straka, Sepp (* 1993), österreichischer GolferSepp Straka (* 1993)

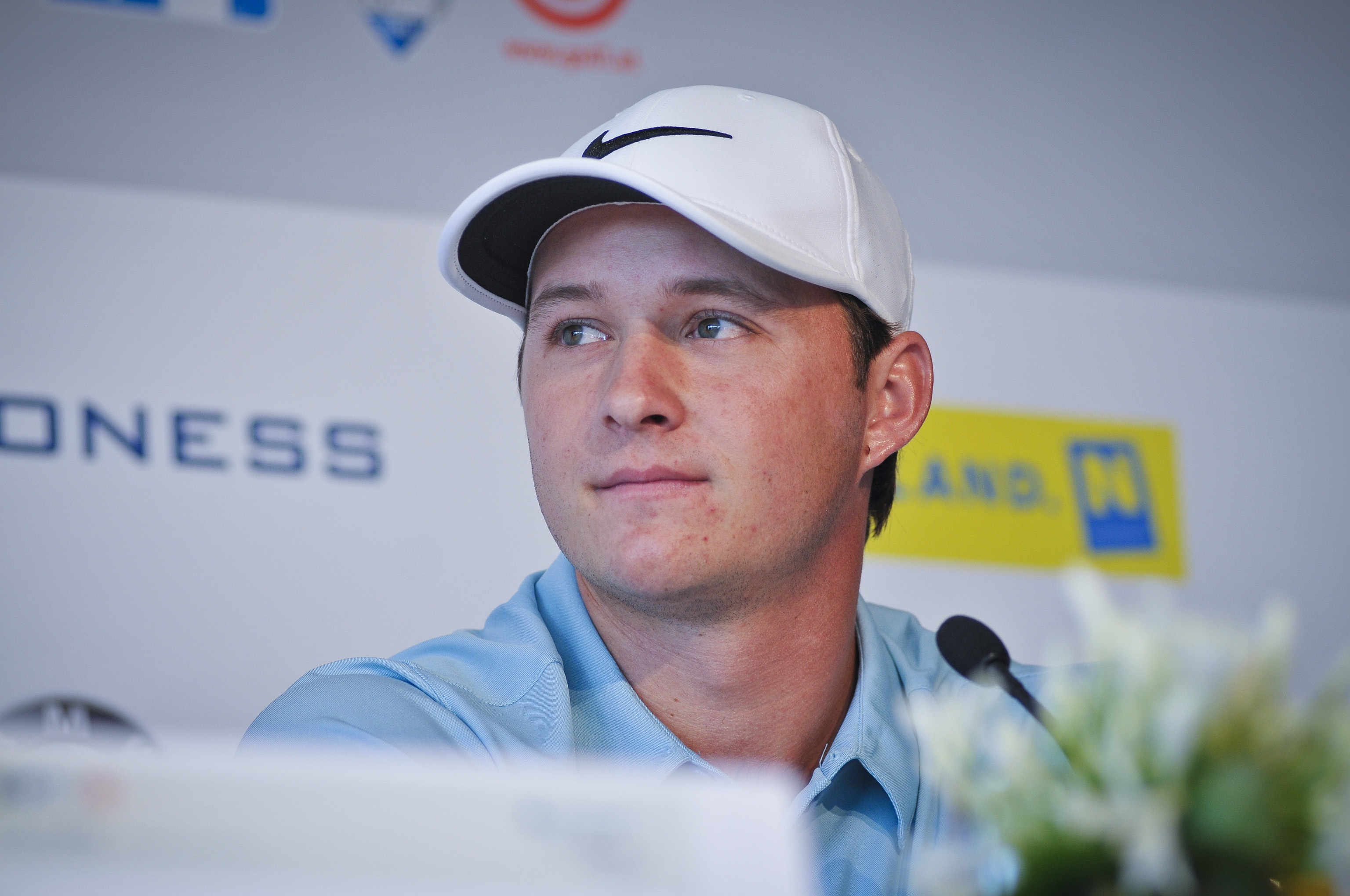
Sepp Straka (* 1993)

### Strake
- Strakeljahn, Simon (* 1999), deutscher Handballspieler
- Straker, Louis (* 1944), vincentischer Politiker, Außenminister (seit 2001)
- Straker, Nick (* 1957), britischer Popmusiker
- Strakerjahn, Heinrich (1856–1943), deutscher Pädagoge

### Strakh
- Strakhof, Dirk (* 1960), deutscher Jazzbassist und Komponist

### Strako
- Strakosch, Alexander (1840–1909), österreichischer Theaterschauspieler und Rezitator
- Strakosch, Henry (1871–1943), britisch-österreichischer Bankier und Geschäftsmann jüdischer Abstammung
- Strakosch, Ludwig (1855–1919), österreichischer Opernsänger (Bariton)
- Strakosch, Maurice (1825–1887), tschechisch-amerikanischer Komponist und Konzertunternehmer
- Strakosch, Max (1835–1892), US-amerikanischer Opernimpresario
- Strakosch, Siegfried (1867–1933), österreichischer Industrieller und Agrarfachmann
- Strakosha, Foto (* 1965), albanischer Fußballspieler
- Strakosha, Thomas (* 1995), albanischer Fußballtorhüter